# Lachapelle (Lot-et-Garonne)
Lachapelle település Franciaországban, Lot-et-Garonne megyében. Lakosainak száma 101 fő (2022. január 1.). Lachapelle Cambes, Escassefort, Peyrière, Saint-Avit és Seyches községekkel határos.

## Népesség
A település népességének változása:
| Lakosok száma | 108  | 91   | 89   | 99   | 80   | 76   | 84   | 95   | 97   | 101  |
|               | 1968 | 1982 | 1990 | 2006 | 2013 | 2015 | 2017 | 2019 | 2020 | 2022 |